# 国务院国有资产监督管理委员会
国务院国有资产监督管理委员会（英語：State-owned Assets Supervision and Administration Commission of the State Council），簡稱国务院国资委，是中华人民共和国国务院的正部级直属特设机构。
国务院国资委依据第十届全国人大一次会议通过的《国务院机构改革方案》于2003年设立，是中华人民共和国国务院的正部级直属特设机构。经国务院授权，代表国家对有关企业履行出资人职责。国务院国资委的监管范围是部分中央企业（不含中央金融企业和其他特殊中央企业）的国有资产。

## 沿革

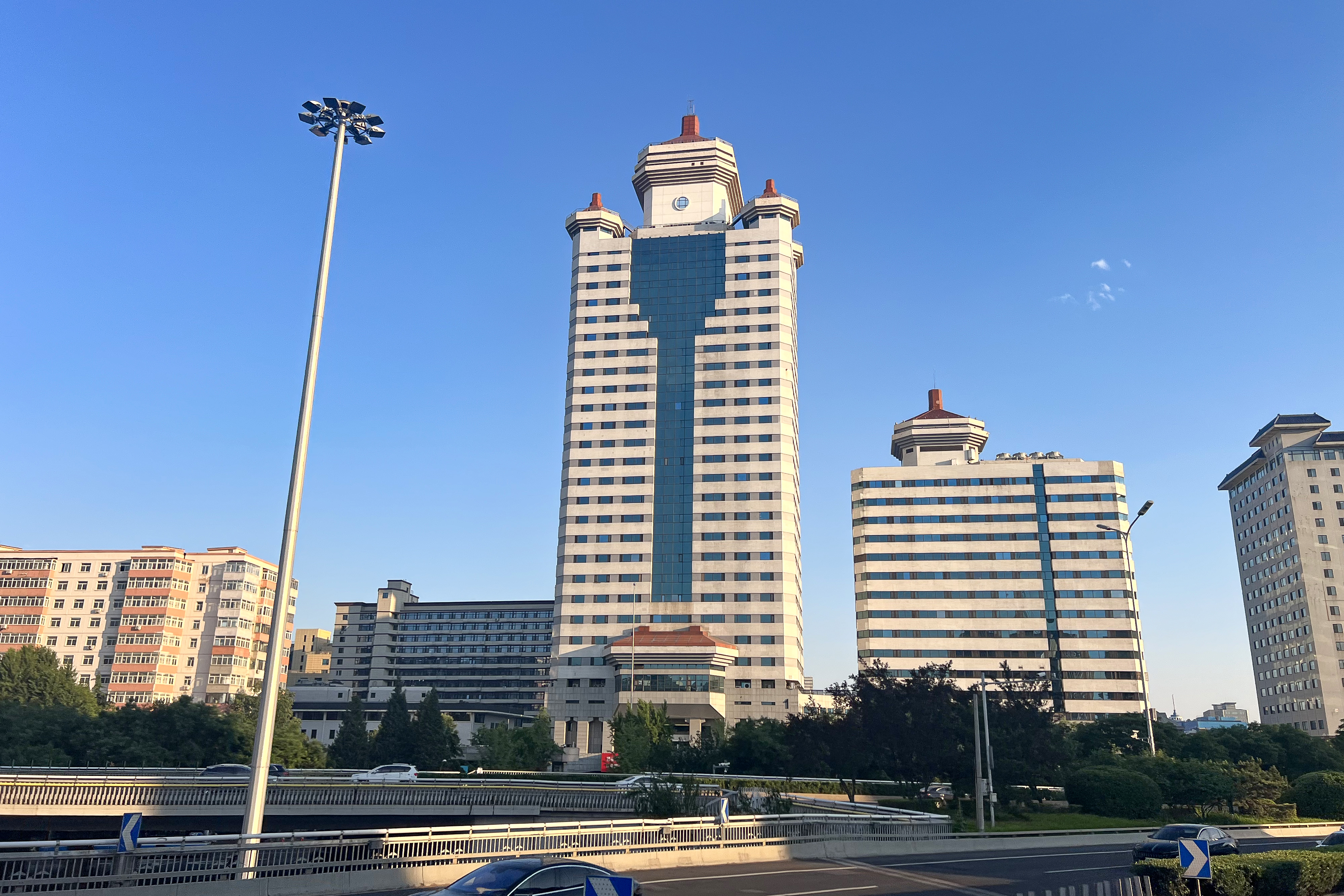
国务院国资委西便门办公区大楼，前身为1997年建成的国家经贸委办公楼

2003年4月6日，国务院国资委挂牌成立，办公地点位于宣武门西大街26号原国家经贸委大楼及安定门外大街56号原中央企业工委大楼（约2022年改为海关总署安外办公区）。2003年10月30日，国务院国资委公布189户中央企业的名单。
2018年9月13日，《中共中央办公厅 国务院办公厅关于调整国务院国有资产监督管理委员会职责机构编制的通知》称，“国务院国有资产监督管理委员会国有企业领导干部经济责任审计职责和国有重点大型企业监事会职责划入审计署，不再保留监督一局（国有企业监事会工作办公室），不再设立国有重点大型企业监事会和国有重点大型企业监事会主席”。
2020年8月31日，根据国家发展改革委《关于全面推开行业协会商会与行政机关脱钩改革的实施意见》（发改体改〔2019〕1063号），原由国务院国资委主管的中国烹饪协会、中国工业合作协会、中国物流与采购联合会、中国商业联合会、中国质量协会、中国轻工业联合会、中国煤炭工业协会、中国机械工业联合会、中国钢铁工业协会、中国包装联合会、中国产学研合作促进会、中国纺织工业联合会、中国工业经济联合会、中国建筑材料联合会、中国石油和化学工业联合会、中国有色金属工业协会等271家行业协会（商会）与国务院国资委分离，依法直接登记、独立运行，剥离行政职能，不再设置业务主管单位。取消对其的直接财政拨款，通过政府购买服务等方式支持其发展。

## 职责
根据《国务院国有资产监督管理委员会主要职责内设机构和人员编制规定》，国务院国资委承担下列职能：
1. 根据国务院授权，依照《中华人民共和国公司法》等法律和行政法规履行出资人职责，监管中央所属企业（不含金融类企业）的国有资产，加强国有资产的管理工作。
2. 承担监督所监管企业国有资产保值增值的责任。建立和完善国有资产保值增值指标体系，制订考核标准，通过统计、稽核对所监管企业国有资产的保值增值情况进行监管，负责所监管企业工资分配管理工作，制定所监管企业负责人收入分配政策并组织实施。
3. 指导推进国有企业改革和重组，推进国有企业的现代企业制度建设，完善公司治理结构，推动国有经济布局和结构的战略性调整。
4. 通过法定程序对所监管企业负责人进行任免、考核并根据其经营业绩进行奖惩，建立符合社会主义市场经济体制和现代企业制度要求的选人、用人机制，完善经营者激励和约束制度。
5. 负责组织所监管企业上交国有资本收益，参与制定国有资本经营预算有关管理制度和办法，按照有关规定负责国有资本经营预决算编制和执行等工作。
6. 按照出资人职责，负责督促检查所监管企业贯彻落实国家安全生产方针政策及有关法律法规、标准等工作。
7. 负责企业国有资产基础管理，起草国有资产管理的法律法规草案，制定有关规章、制度，依法对地方国有资产管理工作进行指导和监督。
8. 承办国务院交办的其他事项。

## 机构设置
根据《国务院国有资产监督管理委员会主要职责内设机构和人员编制规定》、《中共中央办公厅、国务院办公厅关于调整国务院国有资产监督管理委员会职责机构编制的通知》（厅字〔2018〕84号），国务院国资委设置下列机构：

### 内设机构
- 办公厅（党委办公厅）
- 综合研究局
- 政策法规局
- 规划发展局
- 财务监管与运行评价局
- 产权管理局
- 企业改革局
- 考核分配局
- 资本运营与收益管理局
- 科技创新局
- 综合监督局
- 监督追责局
- 企业领导人员管理一局（董事会工作局）
- 企业领导人员管理二局
- 党建工作局（党委组织部、党委统战部）
- 宣传工作局（党委宣传部）
- 社会责任局
- 国际合作局
- 人事局
- 机关服务管理局（离退休干部管理局）
- 机关党委
- 党委巡视工作办公室、国资委巡视组

### 直属事业单位
- 国务院国资委机关离退休干部局
- 国务院国资委商业离退休干部局
- 国务院国资委物资离退休干部局
- 国务院国资委机械离退休干部局
- 国务院国资委冶金离退休干部局
- 国务院国资委石化离退休干部局
- 国务院国资委轻工离退休干部局
- 国务院国资委纺织离退休干部局
- 国务院国资委建材离退休干部局
- 国务院国资委有色金属离退休干部局
- 国务院国资委机关服务中心
- 国务院国资委商业机关服务中心
- 国务院国资委物资机关服务中心
- 国务院国资委机械机关服务中心
- 国务院国资委冶金机关服务中心
- 国务院国资委石化机关服务中心
- 国务院国资委轻工机关服务中心
- 国务院国资委纺织机关服务中心
- 国务院国资委建材机关服务中心
- 国务院国资委有色金属机关服务中心
- 国务院国资委干部教育培训中心
- 国务院国资委研究中心
- 国务院国资委信息中心
- 国企绩效评价中心
- 国务院国资委新闻中心
- 中国大连高级经理学院
- 有色金属矿产地质调查中心
- 中国工业经济管理研修学院
- 中华全国商业信息中心
- 中商商业经济研究中心
- 商业科技质量中心
- 中国商报社
- 商业信用中心
- 商业国际交流合作培训中心
- 商业饮食服务业发展中心
- 商业网点建设开发中心
- 食品流通开发中心
- 商业发展中心
- 中国商业出版社有限公司
- 物资节能中心
- 木材节约发展中心
- 中国物流信息中心
- 职业经理研究中心
- 物资流通国际合作事务中心
- 中国财富出版社有限公司
- 中国市场杂志社
- 中国物流事业服务中心
- 中国电工技术学会
- 中国仪器仪表学会
- 中国机械工程学会
- 机械工业技术发展基金会
- 机械工业信息中心
- 机械工业哈尔滨焊接技术培训中心
- 机械工业人才服务中心
- 机械工业教育发展中心
- 机械工业局档案馆
- 国家机械工业局工程建设中心
- 机械工业环保产业发展中心
- 机械工业科技发展中心
- 机械工业价格研究中心
- 机械工业发电设备中心
- 机械工业法律事务中心
- 机械工业苏州培训中心
- 机械工业深圳培训中心
- 中国机械工业国际合作咨询服务中心
- 机械工业信息研究院
- 机械工业北京电工技术经济研究所
- 机械工业仪器仪表综合技术经济研究所
- 机械工业经济管理研究院
- 冶金工业信息中心
- 冶金工业规划研究院
- 中国冶金报社
- 冶金工业出版社有限公司
- 中国稀土学会
- 冶金工业教育资源开发中心
- 冶金档案馆
- 冶金工业财务服务中心
- 中国国际贸易促进委员会冶金行业分会
- 中国金属学会
- 冶金人才资源开发中心
- 冶金工业信息标准研究院
- 冶金工业工程质量监督总站
- 冶金工业建设工程定额总站
- 冶金工业经济发展研究中心
- 化学工业出版社有限公司
- 石油和化学工业规划院
- 中国化工经济技术发展中心
- 化工对外经济合作中心
- 中国化工报社有限公司
- 中国化工学会
- 化学工业职业技能鉴定指导中心
- 中国石油和化工杂志社有限公司
- 化工人才交流劳动就业服务中心
- 中国造纸学会
- 中国食品科学技术学会
- 中国工艺美术学会
- 中国轻工业信息中心
- 轻工业展览中心
- 轻工业人才交流培训中心
- 中轻食品工业管理中心
- 中国集体经济杂志社
- 中国轻工出版社有限公司
- 中华全国手工业合作总社
- 消费日报社
- 中国轻工珠宝首饰中心
- 中国轻工业发展研究中心
- 中国家用电器研究院
- 中国食品报社
- 中国轻工业国际交流中心
- 中国轻工业质量认证中心
- 中国纺织经济研究中心
- 中国纺织建设规划院
- 中国纺织出版社有限公司
- 纺织人才交流培训中心
- 中国纺织信息中心
- 中国纺织国际交流中心
- 纺织产品开发中心
- 纺织企业技术进步咨询服务中心
- 纺织化纤产品开发中心
- 建筑材料工业信息中心
- 建材工业质量认证管理中心
- 中国建筑材料工业规划研究院
- 中国硅酸盐学会
- 建筑材料工业技术情报研究所
- 建筑材料工业技术监督研究中心
- 国家建筑材料展贸中心
- 中国建材杂志社
- 中国有色金属报社
- 有色金属工业建设工程质量监督总站
- 中国有色金属工业技术开发交流中心
- 有色金属工业人才中心
- 中国企业联合会

## 国务院国资委履行出资人职责的企业名单
根据有关规定，国务院国资委代表中华人民共和国国务院对下列100家国有企业履行出资人职责（名单截至2025年7月29日）：
1. 中国核工业集团有限公司
2. 中国航天科技集团有限公司
3. 中国航天科工集团有限公司
4. 中国航空工业集团有限公司
5. 中国船舶集团有限公司
6. 中国兵器工业集团有限公司
7. 中国兵器装备集团有限公司
8. 中国电子科技集团有限公司
9. 中国航空发动机集团有限公司
10. 中国融通资产管理集团有限公司
11. 中国石油天然气集团有限公司
12. 中国石油化工集团有限公司
13. 中国海洋石油集团有限公司
14. 国家石油天然气管网集团有限公司
15. 国家电网有限公司
16. 中国南方电网有限责任公司
17. 中国华能集团有限公司
18. 中国大唐集团有限公司
19. 中国华电集团有限公司
20. 国家电力投资集团有限公司
21. 中国长江三峡集团有限公司
22. 中国雅江集团有限公司
23. 国家能源投资集团有限责任公司
24. 中国电信集团有限公司
25. 中国联合网络通信集团有限公司
26. 中国移动通信集团有限公司
27. 中国卫星网络集团有限公司
28. 中国电子信息产业集团有限公司
29. 中国第一汽车集团有限公司
30. 东风汽车集团有限公司
31. 中国一重集团有限公司
32. 中国机械工业集团有限公司
33. 哈尔滨电气集团有限公司
34. 中国东方电气集团有限公司
35. 鞍钢集团有限公司
36. 中国宝武钢铁集团有限公司
37. 中国矿产资源集团有限公司
38. 中国铝业集团有限公司
39. 中国远洋海运集团有限公司
40. 中国航空集团有限公司
41. 中国东方航空集团有限公司
42. 中国南方航空集团有限公司
43. 中国中化控股有限责任公司
44. 中粮集团有限公司
45. 中国五矿集团有限公司
46. 中国通用技术（集团）控股有限责任公司
47. 中国建筑集团有限公司
48. 中国储备粮管理集团有限公司
49. 中国南水北调集团有限公司
50. 国家开发投资集团有限公司
51. 招商局集团有限公司
52. 华润（集团）有限公司
53. 中国旅游集团有限公司（香港中旅（集团）有限公司）
54. 中国商用飞机有限责任公司
55. 中国节能环保集团有限公司
56. 中国国际工程咨询有限公司
57. 中国诚通控股集团有限公司
58. 中国中煤能源集团有限公司
59. 中国煤炭科工集团有限公司
60. 中国机械科学研究总院集团有限公司
61. 中国钢研科技集团有限公司
62. 中国化学工程集团有限公司
63. 中国盐业集团有限公司
64. 中国建材集团有限公司
65. 中国有色矿业集团有限公司
66. 中国稀土集团有限公司
67. 中国资源循环集团有限公司
68. 中国有研科技集团有限公司
69. 矿冶科技集团有限公司
70. 中国国际技术智力合作集团有限公司
71. 中国建筑科学研究院有限公司
72. 中国中车集团有限公司
73. 中国长安汽车集团有限公司
74. 中国铁路通信信号集团有限公司
75. 中国铁路工程集团有限公司
76. 中国铁道建筑集团有限公司
77. 中国交通建设集团有限公司
78. 中国信息通信科技集团有限公司
79. 中国农业发展集团有限公司
80. 中国林业集团有限公司
81. 中国医药集团有限公司
82. 中国保利集团有限公司
83. 中国建设科技有限公司
84. 中国冶金地质总局
85. 中国煤炭地质总局
86. 新兴际华集团有限公司
87. 中国民航信息集团有限公司
88. 中国航空油料集团有限公司
89. 中国航空器材集团有限公司
90. 中国电力建设集团有限公司
91. 中国能源建设集团有限公司
92. 中国安能建设集团有限公司
93. 中国黄金集团有限公司
94. 中国广核集团有限公司
95. 华侨城集团有限公司
96. 南光（集团）有限公司（中国南光集团有限公司）
97. 中国电气装备集团有限公司
98. 中国物流集团有限公司
99. 中国国新控股有限责任公司
100. 中国检验认证（集团）有限公司

按照干部管理权限，前54户中央企业的正职领导干部（党委/党组书记、董事长、总经理）由中共中央管理，为副部级；副职领导干部由中共中央组织部管理，为中管正厅级；专职外部董事由国务院国资委企干一局管理。后46户中央企业的领导干部由国务院国资委企干二局管理，为正厅级架构。

## 历任领导
| 主任 - 李荣融（2003年4月－2010年8月） - 王 勇（2010年8月－2013年3月） - 蒋洁敏（2013年3月－2013年9月） - 张 毅（2013年12月－2016年2月） - 肖亚庆（2016年2月－2019年5月） - 郝 鹏（2019年5月－2023年2月） - 张玉卓（2023年2月－） | 党委书记 - 李毅中（2003年4月－2005年2月） - 李荣融（2005年2月－2010年8月） - 王 勇（2010年8月－2013年3月） - 张 毅（2013年3月－2016年12月） - 郝 鹏（2016年12月－2022年12月） - 张玉卓（2022年12月－） |

| 副主任 ...... - 谭作钧（2021年6月－，兼直属机关党委书记） - 袁野（2020年6月－） - 李镇（2025年2月－） 秘书长 ...... - 庄树新（2023年7月－） | 驻委纪检监察组组长 ...... - 龚堂华（2022年9月－） 其他党委委员 ...... - 肖宗辉（2024年12月－，兼管理局党委书记） |